# Dianthus knappii
Dianthus knappii là loài thực vật có hoa thuộc họ Cẩm chướng. Loài này được (Pant.) Asch. & Kanitz ex Borbás mô tả khoa học đầu tiên năm 1877.